# Mixtape 7
Mixtape 7 – siódmy album studyjny DJ-a Decksa. Wydawnictwo ukazało się 9 października 2020 roku nakładem wytwórni muzycznej StoproRap. Za mastering na albumie odpowiadał Michał "Eprom" Baj, natomiast za miksowanie nagrań byli odpowiedzialni Voskovy & Mac Kay. Oprawa graficzna albumu została wykonana przez Forin Studio.
W lutym 2023 nagrania uzyskały certyfikat złotej płyty.

## Lista utworów
| Nr  | Tytuł utworu                                              | Wykonawcy                                | Długość |
| --- | --------------------------------------------------------- | ---------------------------------------- | ------- |
| 1.  | „Początek”                                                | DJ Decks                                 |         |
| 2.  | „Radiostacja Raptime”                                     | Druh Sławek                              |         |
| 3.  | „Nie Wkurwiaj Nas / Don't Fuck With Us”                   | The Beatnuts / Małach / Rufuz            |         |
| 4.  | „Radiostacja Raptime”                                     | Druh Sławek                              |         |
| 5.  | „Hajs / Dough”                                            | Luniz / WSRH                             |         |
| 6.  | „Radiostacja - Wywiad Marcina Flinta Z Decksem I Forinem” | DJ Decks / Forin / Marcin Flint          |         |
| 7.  | „Radiostacja Raptime”                                     | Druh Sławek                              |         |
| 8.  | „Toksyczne Otoczenie / Toxic Environment”                 | Kool G Rap / Paluch / Śliwa              |         |
| 9.  | „Radiostacja Raptime”                                     | Druh Sławek                              |         |
| 10. | „Miejscowi / Locals”                                      | Mr. Capone-E / Major SPZ / Kasia Tontor  |         |
| 11. | „Radiostacja Raptime / Reklama”                           | Druh Sławek                              |         |
| 12. | „Lgndry”                                                  | Krazy Drayz / JWP / PMD                  |         |
| 13. | „Radiostacja Raptime”                                     | Druh Sławek                              |         |
| 14. | „Nigdy Nie Jest Za Pózno / Never Too Late”                | Ras Kass / O.S.T.R.                      |         |
| 15. | „Radiostacja Rap Time”                                    | Druh Sławek                              |         |
| 16. | „24/7”                                                    | M.O.P. / Killaz Group                    |         |
| 17. | „Radiostacja Raptime”                                     | Druh Sławek                              |         |
| 18. | „Wycofaj Się / Back Out”                                  | Kara / Przemek Ferguson / Tha Alkaholiks |         |
| 19. | „Radiostacja Raptime / Reklama”                           | Druh Sławek                              |         |
| 20. | „O Tym Co Widzę / What These Eyes Can See”                | MC Eiht / Bonson / PIH                   |         |
| 21. | „Radiostacja Raptime / Telefon Od Słuchacza”              | Druh Sławek                              |         |
| 22. | „Wszystko Czego Potrzebuję / All I Need”                  | Onyx/ Polska Wersja                      |         |
| 23. | „Koniec”                                                  | Druh Sławek                              |         |

## Listy sprzedaży
| Terytorium | Lista | Pozycja | Źr.   |
| ---------- | ----- | ------- | ----- |
| Polska     | OLiS  | 1       | [ 6 ] |